# Langur de Java occidental
El langur de Java Occidental (Trachypithecus mauritius) és una espècie de primat de la família dels cercopitècids. És endèmic de l'oest de l'illa de Java (Indonèsia). Els seus hàbitats naturals són els manglars, els boscos secs, els boscos d'aiguamoll i els boscos de muntanya. Anteriorment era considerat una subespècie del langur daurat (T. auratus), que té una mida molt semblant.